# Тетерина, Ирина Владимировна
Ирина Владимировна Тетерина (род. 7 января 1958) — советская гребчиха. Заслуженный мастер спорта СССР (1981).
Представляла московское спортивное общество «Спартак». Тренировалась под руководством Виктора Потабенко.
Неоднократная чемпионка СССР. Участница Олимпийских игр 1988 года в Сеуле (9 место в четвёрке).
Трижды становилась чемпионкой мира (1981 — ФРГ, 1985 — Бельгия, 1986 — Великобритания). Бронзовая призёрша чемпионата мира 1987 года в Дании.
Награждена медалью «За трудовую доблесть» (1985).